# Урожайне (Нікопольський район)
Урожа́йне — село в Україні, у Томаківській селищній громаді Нікопольського району Дніпропетровської області. Населення складає 114 осіб.

## Географія
Село Урожайне розташоване за 90 км від обласного центру та 56 км від районного центру. Сусідні населені пункти: села Новомиколаївка (1 км) та  Гарбузівка (1,5 км). Поруч пролягають автошлях національного значення Н23 (Кропивницький — Запоріжжя) та залізнична лінія Апостолове — Запоріжжя, на якій розташований пасажирський зупинний пункт Платформа 146 км (за 2 км).

## Історія
18 серпня 2016 року, в ході децентралізації, Володимирівська сільська рада об'єднана з Томаківською селищною громадою Томаківського району.
19 липня 2020 року, в результаті адміністративно-територіальної реформи та ліквідації Томаківського району, село увійшло до складу новоутвореного Нікопольського району.

## Населення

### Мова
Розподіл населення за рідною мовою за даними перепису 2001 року:
| Мова       | Кількість | Відсоток |
| ---------- | --------- | -------- |
| українська | 88        | 77,19 %  |
| російська  | 26        | 22,81 %  |
| Всього:    | 114       | 100 %    |